# Linux Audio Developer’s Simple Plugin API
Das Linux Audio Developer’s Simple Plugin API oder LADSPA ist eine freie Schnittstelle für Audio-Effekte und Filter unter Linux. LADSPA-Plugins verarbeiten Audiosignale und werden etwa für Effekte wie Hall, Chorus oder Delay verwendet. Die Schnittstelle DSSI, die für virtuelle Instrumente verwendet wird, basiert auf der Spezifikation von LADSPA. LADSPA ersetzt proprietäre Systeme wie VST von Steinberg unter Linux.
Nachfolger ist die auf LADSPA basierende Schnittstelle LV2.